# Qin Dahe
Qin Dahe (chinesisch 秦大河, Pinyin Qín Dàhé, * 1947 in Lanzhou) ist ein chinesischer Klimatologe. 
Qin wuchs in Lanzhou auf und machte 1970 seinen Abschluss an der geografischen Fakultät an der Universität Lanzhou. 1992 erhielt er seinen Ph.D.
Sein Spezialgebiet ist die Glaziologie. Er war von 2003 bis 2007 Leiter der chinesischen Meteorologiebehörde und am Forschungsinstitut für kalte und trockene Regionen der chinesischen Akademie der Wissenschaften in Lanzhou tätig.
Im Jahr 1989 nahm er mit Will Steger (USA), Wiktor Bojarski (Sowjetunion), Jean-Louis Étienne (Frankreich), Geoff Somers (Großbritannien) und Keizo Funatsu (Japan) in Zusammenarbeit mit dem Arktischen und Antarktischen Forschungsinstitut an einer internationalen Antarktis-Expedition teil und war der erste Chinese, der den Südpol erreichte.
Wegen seiner Forschungen wurde Qin Dahe in den Weltklimarat IPCC berufen. Im Jahr 2007 war er als Co-Vorsitzender der Arbeitsgruppe I „The Physical Science Basis“ in verantwortlicher Position an der Erstellung des Vierten Sachstandsberichts beteiligt.
Im Jahr 2013 wurde er mit dem Volvo Environment Prize ausgezeichnet.